# 霍夫 (英格蘭)
霍夫（英語：Hove）是英國英格蘭南海岸的一座城市，東側緊鄰布萊頓，兩者共同構成了布赖顿-霍夫。1997年，布萊頓和霍夫合併。2000年，布萊頓和霍夫獲得了城市地位。霍夫的主要文化設施有霍夫博物館和美術館。